# Spirostreptus suavis
Spirostreptus suavis är en mångfotingart som beskrevs av Carl Eduard Adolph Gerstäcker 1873. Spirostreptus suavis ingår i släktet Spirostreptus och familjen Spirostreptidae. Inga underarter finns listade i Catalogue of Life.